# 斯托斯韦尔
斯托斯韦尔（英語：Stobswell）是蘇格蘭邓迪的地方，人口約1萬人。這裡原來是城外的一小村莊，在工業革命時間因城市擴張而成為丹迪一部份。丹地國際體育中心位於這區，是1998年歐洲曲棍球國家錦標賽的比賽場地之一。